# Atton
Atton és un municipi francès situat al departament de Meurthe i Mosel·la i a la regió del Gran Est. L'any 2007 tenia 774 habitants.

## Demografia

### Població
El 2007 la població de fet d'Atton era de 774 persones. Hi havia 298 famílies, de les quals 56 eren unipersonals (28 homes vivint sols i 28 dones vivint soles), 103 parelles sense fills, 127 parelles amb fills i 12 famílies monoparentals amb fills.
La població ha evolucionat segons el següent gràfic:
Habitants censats

### Habitatges
El 2007 hi havia 308 habitatges, 295 eren l'habitatge principal de la família i 13 estaven desocupats. 279 eren cases i 29 eren apartaments. Dels 295 habitatges principals, 233 estaven ocupats pels seus propietaris, 57 estaven llogats i ocupats pels llogaters i 4 estaven cedits a títol gratuït; 8 tenien dues cambres, 27 en tenien tres, 76 en tenien quatre i 184 en tenien cinc o més. 250 habitatges disposaven pel capbaix d'una plaça de pàrquing. A 106 habitatges hi havia un automòbil i a 173 n'hi havia dos o més.

### Piràmide de població
La piràmide de població per edats i sexe el 2009 era:
| Homes | Edats   | Dones |
| ----- | ------- | ----- |
| 0     | 95 o +  | 1     |
| 0     | 90 a 94 | 2     |
| 0     | 85 a 89 | 5     |
| 1     | 80 a 84 | 9     |
| 10    | 75 a 79 | 12    |
| 12    | 70 a 74 | 13    |
| 10    | 65 a 69 | 14    |
| 9     | 60 a 64 | 13    |
| 10    | 55 a 59 | 11    |
| 29    | 50 a 54 | 20    |
| 35    | 45 a 49 | 35    |
| 24    | 40 a 44 | 27    |
| 27    | 35 a 39 | 27    |
| 25    | 30 a 34 | 24    |
| 14    | 25 a 29 | 12    |
| 26    | 20 a 24 | 17    |
| 26    | 15 a 19 | 24    |
| 29    | 10 a 14 | 33    |
| 15    | 5 a 9   | 15    |
| 10    | 0 a 4   | 14    |

## Economia
El 2007 la població en edat de treballar era de 530 persones, 407 eren actives i 123 eren inactives. De les 407 persones actives 386 estaven ocupades (210 homes i 176 dones) i 21 estaven aturades (12 homes i 9 dones). De les 123 persones inactives 47 estaven jubilades, 41 estaven estudiant i 35 estaven classificades com a «altres inactius».

### Ingressos
El 2009 a Atton hi havia 299 unitats fiscals que integraven 796 persones, la mediana anual d'ingressos fiscals per persona era de 19.463,5 €.

### Activitats econòmiques
Dels 28 establiments que hi havia el 2007, 1 era d'una empresa extractiva, 1 d'una empresa de fabricació de material elèctric, 4 d'empreses de fabricació d'altres productes industrials, 3 d'empreses de construcció, 4 d'empreses de comerç i reparació d'automòbils, 5 d'empreses de transport, 1 d'una empresa d'hostatgeria i restauració, 1 d'una empresa d'informació i comunicació, 1 d'una empresa financera, 2 d'empreses immobiliàries, 3 d'empreses de serveis i 2 d'entitats de l'administració pública.
Dels 3 establiments de servei als particulars que hi havia el 2009, 1 era un taller de reparació d'automòbils i de material agrícola, 1 electricista i 1 restaurant.
L'any 2000 a Atton hi havia 7 explotacions agrícoles.

## Equipaments sanitaris i escolars
El 2009 hi havia una escola maternal integrada dins d'un grup escolar amb les comunes properes formant una escola dispersa.

## Poblacions més properes
El següent diagrama mostra les poblacions més properes.